# Relações entre Coreia do Sul e Cuba
As relações entre Coreia do Sul e Cuba referem-se as relações bilaterais entre Cuba e a Coreia do Sul.
Cuba e Coreia do Sul estabeleceram relações formalmente em 14 de fevereiro de 2024. Nenhum dos países tem embaixador residente. Cuba tem um embaixador não residente em Tóquio e a Coreia do Sul tem um embaixador não residente na Cidade do México.

## História
A demora no estabelecimento de relações deveu-se à situação especial da divisão entre o Norte e o Sul. Em 1948, quando a República da Coreia (Coreia do Sul) foi reconhecida como membro da comunidade internacional com o estabelecimento do seu governo, Cuba também reconheceu a República da Coreia em 12 de julho de 1949. Também forneceu 2,79 milhões de dólares em ajuda a a República da Coreia durante a Guerra da Coreia. No entanto, Cuba, que estabeleceu um sistema socialista através da Revolução Cubana liderada por Fidel Castro em 1959, anunciou a sua relação especial com a República Popular Democrática da Coreia (Coreia do Norte), que partilhava uma linha socialista e antiamericana, e rompeu laços com a República da Coreia. Como resultado, Cuba tem sido hostil à Coreia do Sul, que fazia parte do bloco ocidental, liderado pelos Estados Unidos, durante a Guerra Fria, e enfatizou a sua amizade com a Coreia do Norte ao boicotar o Jogos Olímpicos de Verão de 1988 em Seul, Coreia do Sul, juntamente com a Coreia do Norte.
Cuba recorreu à diplomacia pragmática para superar as dificuldades económicas causadas pelo fim do sistema da Guerra Fria e pelo endurecimento das sanções dos EUA, mas foi indiferente no estabelecimento de relações diplomáticas com a Coreia do Sul porque tem valorizado as relações diplomáticas com a Coreia do Norte. Na Assembleia Geral das Nações Unidas, em outubro de 1999, durante a administração Kim Dae-jung, a Coreia do Sul votou pela primeira vez a favor de uma resolução que pedia o levantamento do embargo dos EUA a Cuba, e em 2000 anunciou a sua primeira proposta para normalizar as relações com Cuba. Mais tarde, durante a administração Lee Myung-bak foi proposto o estabelecimento de relações consulares com Cuba, e os governos de Park Geun-hye, Moon Jae-in e Yoon Suk-yeol também propuseram o estabelecimento de relações diplomáticas com Cuba, mas isto não foi feito devido à atitude passiva do governo cubano. Em 2005, a Agência Coreana de Promoção de Comércio e Investimento (KOTRA) estabeleceu um centro comercial em Havana, desempenhando um papel fundamental no comércio e nas trocas comerciais entre a Coreia do Sul e Cuba. Embora Cuba não tivesse relações diplomáticas com a Coreia do Sul, Cuba participou ativamente em intercâmbios económicos e culturais.
Em 2016, o ministro dos Negócios Estrangeiros sul-coreano, Yun Byung-se, visitou Cuba pela primeira vez e transmitiu a sua intenção de estabelecer relações diplomáticas com Cuba. Seguiram-se várias reuniões com ministros dos Negócios Estrangeiros, mas nenhum acordo concreto foi alcançado. Antes do estabelecimento de relações diplomáticas entre a Coreia do Sul e Cuba, a Embaixada da Coreia do Sul no México serviu como funcionário consular para Cuba, e a Embaixada de Cuba no Japão serviu como funcionário consular para a Coreia do Sul sob o governo cubano.
A Coreia do Sul e Cuba concordaram em estabelecer relações diplomáticas em nível de embaixador entre os dois países em 14 de fevereiro de 2024, por meio da troca de cartas diplomáticas entre os Representantes dos Governos de ambos os países perante as Nações Unidas na Cidade de Nova York, mas a cerimônia durou lugar sob extrema segurança face à oposição da Coreia do Norte.